# 腺叶桤叶树
腺叶桤叶树（学名：Clethra glandulosa）为桤叶树科桤叶树属下的一个种。

## 扩展阅读
- 維基物種上的相關：腺叶桤叶树